# Cal MacAninch
Cal MacAninch (* 24. listopadu 1963 Govan) je skotský herec. Hrál v mnoha seriálech (například Katie Morag, Pan Selfridge, Panství Downton), stejně jako filmech a divadelních (mimo jiné The Wood Demon od Antona Pavloviče Čechova a Under the Black Flag od Simona Benta) a rozhlasových hrách (Skála od Petera Maye na BBC Radio Scotland). Jeho manželkou je herečka Shauna Macdonald.

## Filmografie (výběr)
- Rozhádaní dědicové (1993)
- Nebezpečná dáma (1995)
- The Woodlanders (1997)
- Sentimental Education (1998)
- Bez dechu (2000)
- Úkol zabít (2001)
- Milý Frankie (2004)
- I slova zabíjí (2005)
- Ztraceno ve vlnách (2007)
- Soudný den (2008)
- The Awakening (2011)
- Screwed (2011)
- Hamilton: Pokud jde o vaši dceru (2012)
- Calibre (2018)
- Intrigo: Dear Agnes (2019)